# Otto Weidt
Otto Weidt (Rostock, 2 maggio 1883 – Berlino, 22 dicembre 1947) è stato un imprenditore tedesco. Oppositore del nazismo, è passato alla storia per aver protetto i suoi dipendenti dalla deportazione facendoli lavorare nel suo laboratorio.

## Storia
Nato a Rostock nel 1883, Weidt crebbe a Berlino facendo dapprima il tappezziere. Durante la prima guerra mondiale, riuscì a non farsi arruolare nell'esercito facendo credere di avere un problema all'orecchio. Negli anni trenta perse la vista e fondò un laboratorio di scope e spazzole a Rosenthaler Straße 39, a Berlino.
Con l'acuirsi delle tensioni verso gli ebrei in Germania, Weidt tentò di salvarne il maggior numero possibile dalla deportazione: fece lavorare nel suo stabilimento dipendenti con cecità e sordità, protesse un'intera famiglia di ebrei all'interno di una stanza nascosta da un armadio, corruppe ufficiali nazisti e fornì cibo e documenti falsi. Il suo impegno gli farà guadagnare il soprannome di "Oskar Schindler di Berlino". Quando scoprì che la sua segretaria Alice Licht era stata deportata ad Auschwitz, la seguì e le inviò una lettera in cui le dava suggerimenti per fuggire; la donna riuscì a sopravvivere fino alla fine di gennaio del 1945, quando il campo di sterminio venne bandito.
Weidt morì a Berlino nel 1947. Nel 1971 fu insignito dell'onorificenza di Giusto tra le nazioni. A lui è dedicato il Museum Blindenwerkstatt Otto Weidt, situato nella sua ex officina a Rosenthaler straße.